# فرنتس‌واروش
فرنتس‌واروش (به مجاری: Ferencváros) ناحیهٔ ۹ از ۲۳ ناحیهٔ بوداپست در مجارستان است. فرنتس‌واروش ۱۲٫۵۳ کیلومتر مربع مساحت و ۵۹٬۴۲۷ نفر جمعیت دارد.